# Premierul provinciei Nova Scotia
Premierul [provinciei] Nova Scotia (conform titlului oficial din limba engleză, The Premier of Nova Scotia) este prim ministrul provinciei Nova Scotia, care este președintele Consiliului Executiv a Provinciei Nova Scotia (în original,  Executive Council of Nova Scotia. Conform sistemului cunoscut ca Westminster system, premierul este liderul politic al partidului politic care are cele mai multe locuri în Adunarea Legislativă a provinciei Nova Scotia (în original, Nova Scotia House of Assembly). Premierul răspunde în fața guvernatorului provinciei ((în original, Lieutenant Governor), care îi indică formarea unui guvern al provinciei. Fiind de facto un șef executiv, deci șeful guvernului, premierul exercită o considerabilă putere.

## Prezentul premier
Actualul premier al provinciei  Nova Scotia este Stephen McNeil, care a fost ales pe data de 8 octombrie 2013 și a preluat poziția pe 22 octombrie 2013, succedând fostului Premier Darrell Dexter.

## A se vedea și
- Listă de premieri ai provinciei Nova Scotia